# Erbaluce
L'erbaluce est un cépage italien de raisins blancs.

## Origine et répartition géographique
Il provient du nord de l'Italie.
Il est classé en cépage d'appoint pour les DOC de Canavese (it), Colline Novaresi, Coste della Sesia et Erbaluce di Caluso.
Il est classé en recommandé dans la province de Turin et la province de Verceil ainsi que dans la région Piémont.
En 1998, ce cépage couvrait 372 ha.

## Caractères ampélographiques

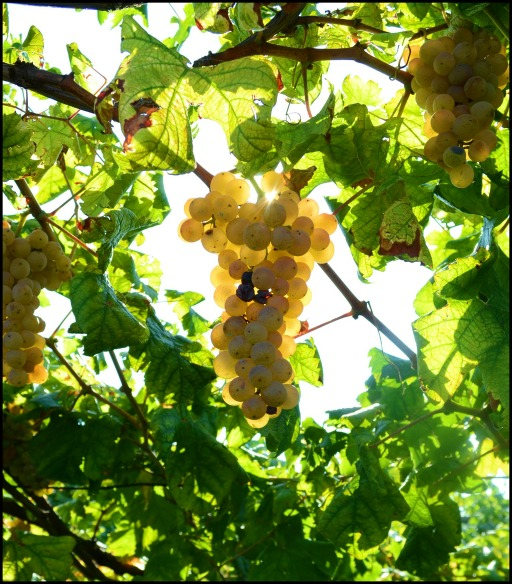
Grappe d'erbaluce.

- Extrémité du jeune rameau cotonneux, blanc.
- Jeunes feuilles glabres, vertes à dessous aranéeux.
- Feuilles adultes, à 5 lobes avec des sinus latéraux profonds, un sinus pétiolaire en lyre fermée, des dents ogivales moyennes, un limbe glabre ou légèrement aranéeux.

## Aptitudes culturales
Le débourrement est plutôt précoce.
La maturité est de troisième époque tardive : 35 jours après le chasselas.

## Potentiel technologique
Les grappes sont moyennes à grandes et les baies sont de taille moyenne. La grappe est cylindrique, avec 2 ou 3 ailerons. Le cépage est de très bonne vigueur et d'une fertilité moyenne. Il est sensible aux gelées de printemps et à l'oïdium mais résiste bien à la pourriture.
Il donne des vins blancs secs mais il est surtout connu pour ses vins de paille.
Localement, les raisins sont consommés frais comme raisin de table.

## Synonymes
L'erbaluce est connu sous les noms de albaluce, alba-lucenti, bianco rusti, erba-luce, erbalus, erbalucente, uva rustia.